# Pissotte
Pissotte är en kommun i departementet Vendée i regionen Pays de la Loire i västra Frankrike. Kommunen ligger i kantonen Fontenay-le-Comte som tillhör arrondissementet Fontenay-le-Comte. År 2022 hade Pissotte 1 144 invånare.

## Befolkningsutveckling
Antalet invånare i kommunen Pissotte
| Referens: INSEE |